# Bataille de Tallinn
Seconde Guerre mondiale
Batailles
Front de l’Est

Prémices :
- Campagne de Pologne
- Guerre d'Hiver

Guerre germano-soviétique :
- 1941 : l'invasion de l'URSS

- Opération Barbarossa

Front nord : 
- Guerre de Continuation
- Opération Silberfuchs
- Siège de Léningrad

Front central : 
- 2e bataille de Brest-Litovsk
- Bataille de Białystok–Minsk
- 1re bataille de Smolensk
- Bataille de Kiev

Front sud : 
- Siège d'Odessa
- Campagne de Crimée

- 1941-1942 : la contre-offensive soviétique

Front nord : 
- Poche de Demiansk
- Poche de Kholm

Front central : 
- Bataille de Moscou

Front sud : 
- Seconde bataille de Kharkov

- 1942-1943 : de Fall Blau à la 3e bataille de Kharkov

Front nord : 
- Offensive de Siniavino
- Opération Iskra
- Bataille de Krasny Bor
- Opération Poliarnaïa Zvezda

Front central : 
- Opération Mars

Front sud : 
- Bataille du Caucase (opération Fall Blau)
- Bataille de Stalingrad
- Opération Uranus
- Opération Saturne
- Offensive d'Ostrogojsk-Rossoch
- Offensive de Voronej-Kastornoe
- Opération Gallop
- Opération Étoile
- Troisième bataille de Kharkov

- 1943-1944 : libération de l'Ukraine et de la Biélorussie

Front central : 
- 2e bataille de Smolensk
- Opération Bagration

Front sud : 
- Bataille de Koursk
- Bataille du Dniepr
- Offensive Dniepr-Carpates
- Offensive de Crimée
- Offensive de Lvov-Sandomir

- 1944-1945 : campagnes d'Europe centrale et d'Allemagne

Allemagne : 
- Offensive Vistule-Oder
- Offensive de Poméranie orientale
- Siège de Breslau
- Offensive de Prusse-Orientale
- Bataille de Königsberg
- Bataille de Seelow
- Bataille de Bautzen
- Bataille de Berlin
- Capitulation allemande

Front nord et Finlande : 
- Guerre de Laponie
- Offensive Leningrad-Novgorod
- Bataille de Narva

Europe orientale : 
- Opération Margarethe
- Insurrection de Varsovie
- Soulèvement national slovaque
- Opération Panzerfaust
- Bataille de Budapest
- Opération Frühlingserwachen
- Offensive de Vienne
- Insurrection de Prague
- Offensive de Prague
- Bataille de Slivice

Front d’Europe de l’Ouest

Campagnes d'Afrique, du Moyen-Orient et de Méditerranée

Bataille de l’Atlantique

Guerre du Pacifique

Guerre sino-japonaise

Théâtre américain
La bataille de Tallinn est une bataille du front de l'Est lors de la Seconde Guerre mondiale. Elle eut lieu du 5 au 28 août 1941, à Tallinn, capitale de l'Estonie et qui était également la base principale de la flotte de la Baltique de l'Armée rouge.

## Forces en présence
Forces Allemandes
- 61e division d'infanterie
- 217e division d'infanterie
- 254e division d'infanterie
- Frères de la forêt

Forces Soviétiques
Environ 20 000 hommes
- Flotte de la Baltique
- 10e corps de fusiliers
- 22e division du NKVD
- 1er régiment de volontaires lettons
- 1re brigade de marines
- 54e bataillon de communication.
- 13 T26

## Préambule
Le 22 juillet 1941, un mois après le début de l'opération Barbarossa, le groupe armées allemand Nord franchit la ligne défensive soviétique Pärnu-Tartu-lac Peïpous.
Le 5 août 1941, la 18e armée de la Wehrmacht se rapproche de Tallinn, coupant le téléphone, le télégraphe et les communications routières avec Narva et Leningrad. Le 7 août, la 254e division d'infanterie allemande atteint la côte du golfe de Finlande dans la région de Kunda, coupant en deux les troupes de la 8e armée de l'Armée rouge. Le 10e corps de fusiliers de l'Armée rouge débute alors sa retraite sur Tallinn, tandis que le 11e corps de fusiliers se replie sur Narva.
Staline ordonne de défendre Tallinn et la flotte de la Baltique à tout prix. Toutefois, la défense de Tallinn s'avère compliquée car les militaires soviétiques n'ont pas préparé à l'avance sa défense. Il reste seulement quelques structures souterraines construites avant la Première Guerre mondiale par le gouvernement tsariste, ainsi que trois lignes de fortifications qui ont commencé à être construites depuis le 17 juillet. Cette zone défensive principale a été construite à une distance de 9 à 12 km de la ville, comprenant 39 km de fossés antichars, ainsi que des obstacles en béton, métalliques et en bois, 60 km de fil de fer barbelé, des mitrailleuses et des canons positionnés dans des bunkers. Toutefois, les constructions ne sont pas terminées. La défense de la ville, sous le commandement du major-général Gawriil Sawieljewicz Zaszychin (pl), se compose de 20 000 militaires du 10e corps d'infanterie de l'Armée rouge, d'escadrons de marines avec une compagnie de chars d'une douzaine de T-26, d'un régiment des travailleurs estoniens et lettons, soutenus par les navires, l'artillerie des zones côtières, l'aviation de la flotte de la Baltique ainsi que deux trains blindés construits en 2 semaines dans le chantier naval. Neuf batteries côtières protègent la mer et la plage, ainsi que les croiseurs et destroyers Kirov, Minsk (ru) et Leningrad (ru), en plus de neuf autres destroyers et trois bateaux d'artillerie. La défense s’articule autour de six points d'appuis : Iru, Lagedi, Lehmja, Ülemiste järv, Pääsküla et Harku.
Le commandement allemand concentre contre la ville 4 divisions d'infanterie, soit 60 000 hommes environ, renforcées par l'artillerie, des chars et des avions.

## La bataille
Le 10 août, une attaque allemande est repoussée.
Le 14 août, des tentatives d'infiltration le long de la côte Est sont repoussées par les canonnières « Argun » et « Moscou ».
Le 17 août, les troupes allemandes occupent Narva.
Les 19 et 20 août, après avoir bombardé la première ligne de défense, l’offensive allemande reprend sur la bande côtière avec succès.